# Noël Martin Joseph de Necker
Noël Martin Joseph de Necker (ur. 30 grudnia 1730  w Lille, zm. 30 grudnia 1793 w Mannheim) – niemiecki botanik i mykolog francuskiego pochodzenia.
Urodził się w Lille (obecnie w Belgii), ale potem zamieszkał w Niemczech. Pracował tu jako lekarz osobisty elektora palatynatu w Mannheim. Od 1768 r. był członkiem zwyczajnym Electoral Palatinate Academy of Sciences w Mannheim, a od 1773 r. członkiem zagranicznym Bawarskiej Akademii Nauk.

## Praca naukowa
Pełniąc funkcję botanika palatynatu zajmował się również botaniką i mykologią, głównie mchami i porostami. Opisał wiele ich nowych gatunków. Zgromadził zielnik mchów, ale nie ustalono jego lokalizacji. W Ogrodzie Botanicznym i Muzeum Berlin-Dahlem można znaleźć prawdopodobnie kilka zebranych przez niego okazów mchów. Jest autorem publikacji naukowych. Pisał po łacinie podpisując się jako Natalis Martinus Joseph de Necker.
W naukowych nazwach opisanych przez Neckera taksonów dodawany jest skrót jego nazwiska Neck. Na jego cześć nazwano rodzaj mchu Neckera i rodziny  Neckeraceae.